# Phyllophila nairobiensis
Phyllophila nairobiensis är en fjärilsart som beskrevs av Embrik Strand 1922. Phyllophila nairobiensis ingår i släktet Phyllophila och familjen nattflyn. Inga underarter finns listade i Catalogue of Life.